# ناتاليا جوردينكو

ناتاليا جوردينكو هي مغنية مولدوفية، مثلت مولدوفا في مسابقة الأغنية الأوروبية 2021 وحصلت على المركز ال 13.